# اس-نیتروسوتیول

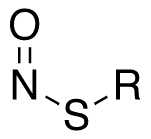
ساختار یک اس-نیتروسوتیول. R نشانهٔ یک گروه آلی است.

اس-نیتروسوتیول‌ها یا تیونیتریت‌ها گروه‌های عاملی دارای نیتروسو ی متصل به اتم گوگرد یک تیول اند. فرمول کلی اس-نیتروسوتیول RSNO است که در آن R نشان دهندهٔ یک گروه آلی است.
اس-نیتروسوتیول در زیست‌شیمی بسیار مورد توجه است چون به عنوان دهندهٔ یون نیتروسونیم +NO و نیتریک اکسید عمل می‌کنند. برخی نیتروسوهای آلی به عنوان مولکول خاص اندام‌های زنده‌اند بویژه در بحث گشادی رگ‌های خونی؛ برای نمونه گلبول‌های قرمز در شرایط اکسیژن کم، اس-نیتروسوتیول در جریان خون آزاد می‌کنند و باعث می‌شوند تا رگ‌های خونی گشادتر شوند.
افزودن یک گروه نیتروسو به یک اتم گوگرد یک اسید آمینه باقی مانده از یک پروتئین به اس-نیتروسیلاسیون معروف است. این یک فرایند برگشت‌پذیر است و قالب اصلی پیرایش پسارونویسی پروتئین‌ها است.

## ساختار و واکنش‌ها
عبارت اس در ابتدای نام اس-نیتروسوتیول به این معنی است که گروه NO به گوگرد وصل است. زاویهٔ S-N-O به شدت از ۱۸۰ درجه تجاوز می‌کند چون اتم نیتروژن جفت الکترون غیر پیوندی دارد.
اس-نیتروسوتیول برخاسته از واکنش تراکمی نیتراس اسید و یک تیول است:
RSH + HONO → RSNO + H2O
اس-نیتروسوتیول‌ها در تماس با اسیدها NO+ آزاد می‌کنند:
RSNO + H+ → RSH + NO+
و می‌توانند گروه نیتروسو را به دیگر تیول‌ها بفرستند:
RSNO + R'SH → RSH + R'SNO

### شناسایی

اس-نیتروسوگلوتاتیون

اس-نیتروسوتیول‌ها را می‌توان با کمک طیف‌سنجی مرئی-فرابنفش شناسایی کرد.

### نمونه
- اس-نیتروسو-ان-استیل پنیسیل آمین